# Vuurpluimbaardvogel
De vuurpluimbaardvogel (Psilopogon pyrolophus) is een Aziatische baardvogel uit de familie Megalaimidae.

## Beschrijving
De vuurpluimbaardvogel is 28 cm lang, overwegend groen gekleurd met een kastanjebruine kruin en oogstreep. De wenkbrauwstreep is groenachtig, de wangen zijn grijs. Meest opvallend is de brede geel gekleurde borstband die wordt afgegrensd met een smalle, donkere band van de rest van de borst die verder groen is.

## Verspreiding en leefgebied
De vuurpluimbaardvogel komt voor in het zuiden van het schiereiland Malakka en op Sumatra in heuvellandbos op een hoogte tussen 600 en 1500 m boven de zeespiegel.

## Status
De vuurpluimbaardvogel heeft een redelijk groot verspreidingsgebied en daardoor alleen al is de kans op uitsterven gering. De grootte van de populatie is niet gekwantificeerd, maar de aantallen gaan achteruit. Echter, het tempo ligt onder de 30% in tien jaar (minder dan 3,5% per jaar).Om deze redenen staat deze baardvogel als niet bedreigd op de Rode Lijst van de IUCN.

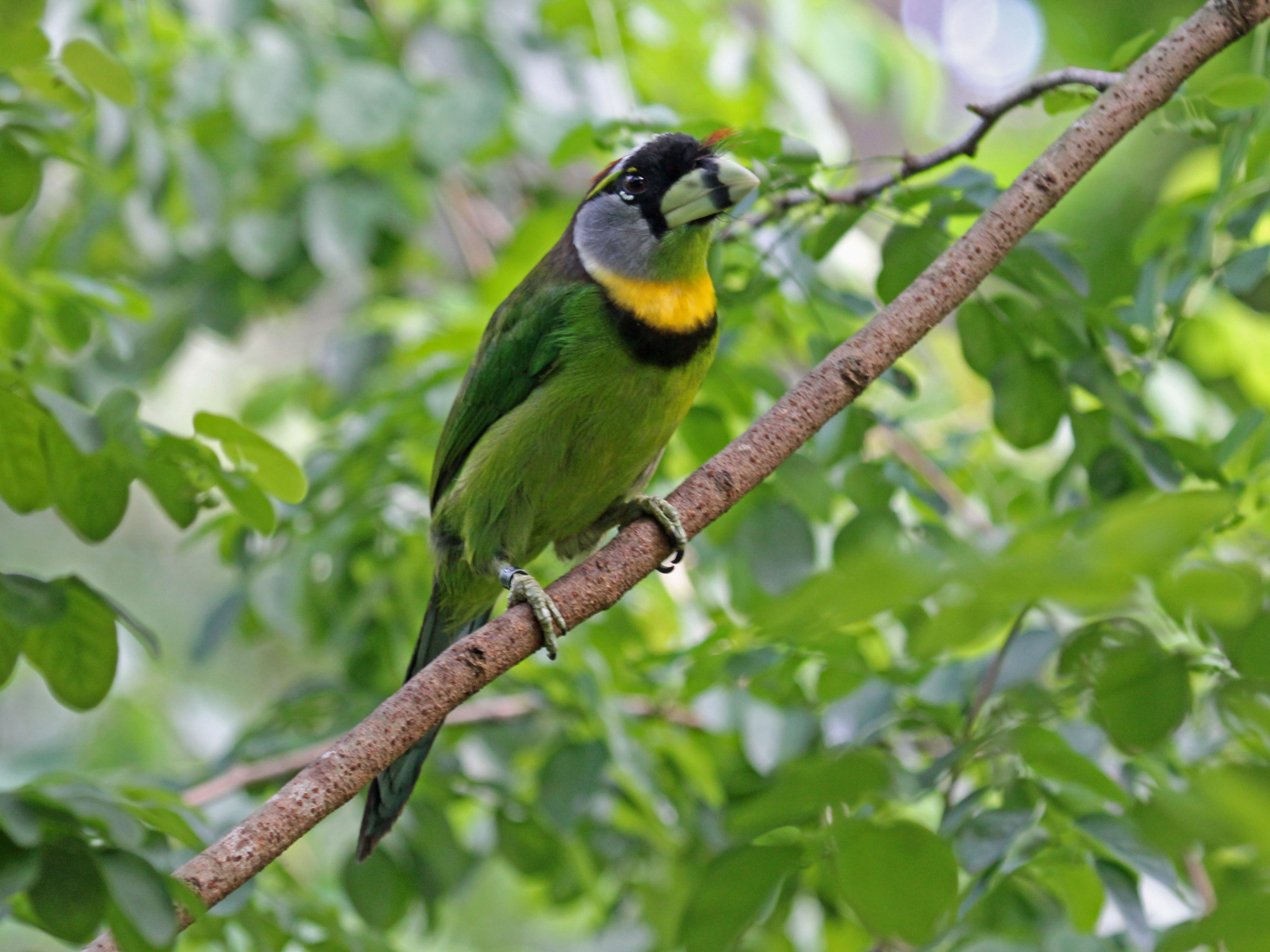
Miami Zoo
- Fraser's Hill, Maleisië, Augustus 1994